# Веймарн, Фёдор Петрович
Фёдор Петро́вич Ве́ймарн (Фридрих Вильгельм Магнус фон Веймарн, нем. Friedrich Wilhelm Magnus von Weymarn; 16 марта 1831, Санкт-Петербург — 20 апреля 1913, Ревель) — русский генерал-лейтенант, сын генерал-лейтенанта Веймарна, Пётра Фёдоровича.

## Биография

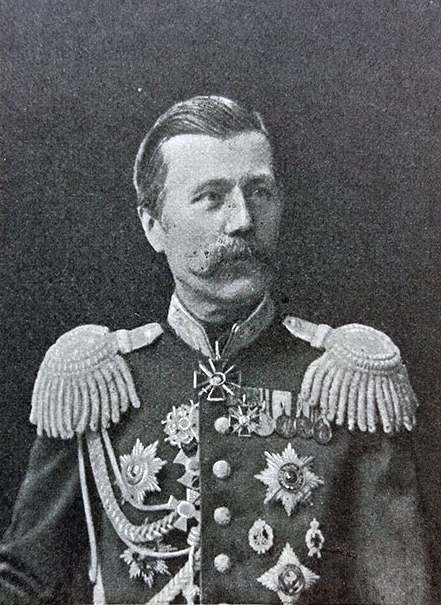
Ф. П. Веймарн

Лютеранского вероисповедания. Из камер-пажей 13 июня произведён в прапорщики лейб-гвардейского Преображенского полка. 22 августа 1850 года произведён в подпоручики, а уже через три года 22 августа 1853 года произведён в поручики. Принимал участие в Крымской войне в 1854—1855 гг. 14 июня 1855 года за боевое отличие награждён чином штабс-капитана, и в том же году награждён орденом Святой Анны 3 степени с мечами и бантом и золотым оружием с надписью за храбрость. С 7 июня по 22 ноября 1856 года Федор Петрович был старшим адъютантом штаба гвардейского резервного корпуса, и в том же году награждён орденом Святого Станислава 2 степени. С 12 декабря 1857 года был дивизионным квартирмейстером 3 гвардейской пехотной дивизии и в этой же должности 17 апреля 1858 года произведён в капитаны, в 1862 году награждён орденом Святой Анны 2 степени. 1 мая 1862 года он назначен исполняющим должность начальника штаба 3 гвардейской пехотной дивизии, утверждён 5 июня того же года одновременно с производством в полковники. Вместе с дивизией Федор Петрович находился в составе войск Виленского военного округа при усмирении польского мятежа, но в боевых действиях не участвовал. С 19 апреля по 30 августа 1864 года Федор Петрович был начальником штаба Варшавского гвардейского отряда, в этом же года награждён орденом Святого Владимира 3 степени и пожалован во флигель-адъютанты.
3 июня 1866 года он был назначен исполняющим должность начальника штаба Финляндского военного округа и в этой должности произведён в генерал-майоры, с назначением в Свиту Его Величества и с утверждением в должности, старшинство отдано с 3 августа 1869 года. В 1869 году награждён орденом Святого Владимира 3 степени. Сдал должность 29 июня 1869 года. В 1871 и 1874 Федор Петрович удостоился получить изъявление Монаршего благоволения. В 1872 году он награждён орденом Святого Станислава 1 степени и в 1875 году награждён орденом Святой Анны 1 степени. 30 июля 1877 года Федор Петрович назначен командующим 7-й пехотной дивизией, с которой он принимал участие в русско-турецкой войне 1877 — 1878 гг., причём за отличие награждён орденом Святого Владимира 2 степени с мечами.
29 июля 1879 года он перемещён на должность командующего 8-й пехотной дивизией и 30 августа того же года произведён в генерал-лейтенанты с утверждением в должности. В 1882 году награждён орденом Белого Орла и в 1886 году удостоился Монаршего благоволения. С 27 февраля 1887 года Федор состоял в распоряжении Военного министерства, числясь по Генеральному Штабу. В том же 1887 году ему была пожалована аренда на 6 лет по 1,500 рублей.

## Брак и дети
Первая жена -  с 1866 года Иоганна Антония Августа Формес (1834–1888). Жена и сын Бернхард умерли через 17 дней после родов.
Вторая жена - с 1889 года Мари Шарлотта Кристина фон Веймарн (дочь его брата Константина Иоганна Вильгельма Лео фон Веймарна (1829–1881)). От этого второго брака родились:
- Николаус Вильгельм (1890 - 1949)
- Бернхард Борис (1892 - 1892)
- Константин (1894 -?), доктор. мед. в Дрездене
- Маргарете (1896 - ?)
- Александр (1899 - 1972), пресс-секретарь Всемирного совета церквей в Женеве, жена - Луиза Филиппина Хассель (разведена)
- Вильгельм Базиль (1900 - 1920)
- Натали Жюли (1902 - ?)

## Труды
Материалы для географии и статистики России, собранные офицерами Генерального штаба : [т. 1-]. — Санкт-Петербург : [Главное управление Генерального штаба], 1859- [Т. 14]: Лифляндская губерния / сост. гвард. Ген. штаба флигель-адъютант полковник Ф. Веймарн. — 1864. — VII, II, 707 с., 20 л. табл., 1 л. к. . 1. Территория России (коллекция). 2. Лифляндская губерния — Статистика. 3. Лифляндская губерния — География.

## Награды
российские:
- Орден Святой Анны 3 ст. с бантом (1855)
- Золотая полусабля «За храбрость» (1855)
- Орден Святого Станислава 2 ст. (1856)
- Орден Святой Анны 2 ст. с мечами над орденом (1862)
- Орден Святого Владимира 4 ст. (1864)
- Орден Святого Владимира 3 ст. (1869)
- Орден Святого Станислава 1 ст. (1872)
- Орден Святой Анны 1 ст. (1875)
- Орден Святого Владимира 2 ст. с мечами (1877)
- Орден Белого Орла (1882)

иностранные
- Австрийский Орден Железной короны 2 ст. (1863)
- Прусский Орден Красного орла 2 ст. (1864)
- Веймарский Орден Белого сокола (1872)
- Австрийский Орден Франца Иосифа большого креста (1874)